# Džong Guičing
Džong Guičing (kitajsko: 钟桂清; pinjin: Zhong Guiqing), kitajska atletinja, * 5. julij 1977, Ljudska republika Kitajska.
Ni nastopila na poletnih olimpijskih igrah. Leta 1995 je osvojila naslov kitajske državne prvakinje v skoku ob palici. 18. maja 1995 je izenačila svetovni rekord v skoku ob palici s 4,08 m, veljal je še tri dni. 